# Маргань
Маргань (словац. Marhaň) — село и одноимённая община в округе Бардеёв Прешовского края Словакии.

## История
Впервые упоминается в 1277 году.
В селе есть протестантский костел с 1811—1821 года.

## Население
| Год:                | 1994 | 2004    | 2014    | 2024    |
| ------------------- | ---- | ------- | ------- | ------- |
| Количество человек: | 885  | 938     | 965     | 955     |
| Разница:            |      | +5,98 % | +2,87 % | −1,03 % |

В селе проживает 985 человек.
Национальный состав населения (по данным последней переписи населения 2001 года):
- словаки — 89,82%
- цыгане — 9,85%
- русины — 0,11%
- чехи — 0,11%

Состав населения по принадлежности к религии состоянию на 2001 год:
- римо-католики — 79,54%,
- протестанты — 16,81%,
- греко-католики — 3,21%,
- не считают себя верующими или не принадлежат к одной вышеупомянутой церкви — 0,44%